# Toxorhynchites splendens
Toxorhynchites splendens är en tvåvingeart som först beskrevs av Christian Rudolph Wilhelm Wiedemann 1819.  Toxorhynchites splendens ingår i släktet Toxorhynchites och familjen stickmyggor. Inga underarter finns listade i Catalogue of Life.